# Cyrtonus cylindricus
Cyrtonus cylindricus é uma espécie de artrópode pertencente à família Chrysomelidae.